# Эттинген, Александр фон (старший)
Александр фон Эттинген (нем. Alexander von Oettingen; 18 [29] марта 1798, Санкт-Петербург — 19 сентября [1 октября] 1846, Дерпт) — ландмаршал и ландрат Лифляндской губернии, владелец имений Люденгоф, Куремяа, Ваймаствере и Рипуки.

## Биография
Родился в Санкт-Петербурге 18 (29) марта 1798 года, в семье Франца Георга фон Эттингена (1757—1832) и Шарлотты Оттилии(урожд. фон Буксгевден; 1780—1856).
В 1811—1815 годах учился в Дерптской гимназии. В 1818 году окончил юридический факультет Дерптского университета.
В 1825—1829 годах он был уездным судьёй, в 1830—1835 годах окружным судьёй мостового суда и в 1839–1842 годах — ландмаршалом. С 1842 года — ландрат.
В Куремяа построил усадебный центр и развернул там обширную хозяйственную деятельность.
Умер в Дерпте 19 сентября (1 октября) 1846 года.

## Семья
Был женат на Хелене фон Кнорринг, дочери Петера фон Кнорринга. У них родилось 11 детей:
- Август Георг Фридрих (1823—1908) — юрист, лифляндский губернатор.
- Георг Филипп (1824—1916) — врач-офтальмолог, профессор, декан медицинского факультета и ректор Дерптского университета.
- Николай Конрад (1826—1876) — государственный чиновник, ливонский политик[2], владелец Люденгофа (с 1871)
- Александр (1827—1905) — лютеранский теолог, статистик, считается основателем «социальной этики».
- Эдуард Рейнгольд (1829—1919) — государственный чиновник, ливонский политик[3]
- Артур Иоахим (1836—1920) — доктор философии, заслуженный профессор
- Мария (нем. Charlotte Marie von Oettingen, 1831—1898)
- Юлия (нем. Julie Barbara Amalie von Schrenck, 1833—1895), муж Леопольд Шренк (1826—-1894), известный путешественник, зоолог, геолог и этнолог.
- Амалия (нем. Amalie Helene Alexandra von Oettingen, 1835—1914)[4].
- двое умерли в младенческом возрасте.